# Juana Téllez de Meneses
Juana Téllez de Meneses va ser una noble portuguesa i l'única esposa de Juan Alonso Pimentel, primer comte de Benavente.
Procedent d'una important família noble portuguesa, era filla de Martín Alfonso Téllez de Meneses i Aldonza de Vasconcelos, comtes de Barcelos, i d'entre els seus germans van destacar la reina Elionor Téllez de Meneses, esposa de Ferran I de Portugal; Juan Alfonso, almirall del regne o Maria, que va casar-se amb l'infant Joan, fill de Pere I de Portugal. Va ser la reina Elionor la que va casar la seva germana amb Juan Alfonso Pimentel, que era majordom major del regne i alcaid de Benavente, després nomenat comte, i que va passar a servir a Castella per diferències entre el Joan I de Castella i Joan, mestre d'Avís, futur rei de Portugal.
Del matrimoni amb Pimentel van néixer Rodrigo Alonso, II comte de Benavente (?-1440)